# Acanthermia insulsa
Acanthermia insulsa là một loài bướm đêm trong họ Noctuidae.